# Lentinus fasciatus
Lentinus fasciatus är en svampart som beskrevs av Berk. 1840. Lentinus fasciatus ingår i släktet Lentinus och familjen Polyporaceae.   Inga underarter finns listade i Catalogue of Life.